# Алексий (Соловьёв)
Иеросхимона́х Алекси́й (в миру Фёдор Алексе́евич Соловьёв; 17 января (29 января) 1846, Москва — 2 октября 1928, Сергиев, Московская область) — священнослужитель Православной российской церкви, старец Смоленской Зосимовой пустыни. Известен своей ролью в избрании Всероссийского патриарха в 1917 году.
Канонизирован Русской православной церковью в лике преподобного в 2000 году; память — 19 сентября (по юлианскому календарю) и в Соборе Московских святых.

## Биография
Родился 17 (29) января 1846 года в многодетной семье протоиерея Алексея Петровича Соловьёва, настоятеля церкви Симеона Столпника в Москве, профессора Вифанской духовной семинарии. С малых лет пел в церковном хоре и прислуживал отцу в алтаре. В восьмилетнем возрасте потерял мать.
Во время учёбы в духовном училище в результате несчастного случая ослеп на левый глаз: когда юноша звонил в колокол, язык колокола ударил его по голове.
Окончив Андрониевское духовное училище и Московскую духовную семинарию (1866; по первому разряду вторым в списке выпускников), не чувствуя в себе призвания к богословской науке, решил не продолжать образование в духовной академии.
12 февраля 1867 года он женился на Анне Павловне Смирновой, старшей дочери друга их семьи, священника церкви святого Климента на Варварке, обучавшего Фёдора грамоте. Через неделю, 19 февраля, состоялось его рукоположение во диакона в Чудовом монастыре епископом Игнатием, и митрополит Филарет назначил его в церковь Николая Чудотворца в Толмачах, настоятелем которого в то время был протоиерей Василий Нечаев, ставший его первым духовным наставником.
В 1872 году от скоротечной чахотки скончалась супруга, оставив на его руках двухлетнего сына Михаила. Желая помочь молодому человеку пережить постигшее его горе, протоиерей Василий загрузил его работой в редакции журнала «Душеполезное чтение», издававшегося при храме. Вскоре он начал писать для журнала статьи, отдельной книгой вышла написанная по материалам церковного архива краткая история церкви: «Московская Николаевская в Толмачах церковь» (МДА, 1872). Вместе с протоиереем Алексием Мечёвым участвовал в народных чтениях, преподавал Закон Божий в сиротском приюте, в частном приюте Смирновой, в домах прихожан, в том числе у славянофила Юрия Самарина, жившего рядом с Николо-Толмачёвской церковью, в доме графини Соллогуб.
4 июня 1895 года обладавшего прекрасными вокальными данными диакона митрополит Московский Сергий, решивший восстановить древний столповой распев, рукоположил во священника к Успенскому собору в Кремле. Через два года он был единогласно избран духовником соборного причта, в 1898 году стал протопресвитером и был награждён камилавкой. К этому времени сын Михаил окончил Императорское Московское техническое училище и женился. Это открыло Фёдору путь в монастырь, и он поступил в Зосимову пустынь, где 30 ноября 1898 года игуменом Германом (Гомзиным) был пострижен во иеромонаха с именем Алексий — в честь святителя Московского Алексия (Бяконта).
С 1906 года старчествовал, переехав летом того же года в отдельную избушку-келью, но в связи с увеличением потока исповедников 3 февраля 1908 года получил разрешение уйти в неполный затвор). Был одним из самых почитаемых старцев того времени; для исповеди у него в пустынь приезжала великая княгиня Елисавета Феодоровна, у него окормлялись Фамарь (Марджанова), некоторые члены религиозно-философского кружка Михаила Новосёлова.
Летом 1915 года у него произошло полное расстройство сердечной деятельности, и 6 июня 1916 года он получил разрешение уйти в полный затвор; покинув свою избушку, он поселился на втором этаже братского корпуса, рядом с алтарём надвратной церкви Всех святых, куда он мог незаметно входить через особую дверь. Каждый четверг он исповедовался и каждую пятницу причащался.
В 1917 году был избран членом Всероссийского Поместного собора, участвовал в 1-2-й сессиях, член XI Отдела. 5 ноября того же года (ст. ст.) в храме Христа Спасителя вынул жребий, определивший избрание митрополита Московского Тихона на московский патриарший престол. Митрополит Евлогий вспоминал :

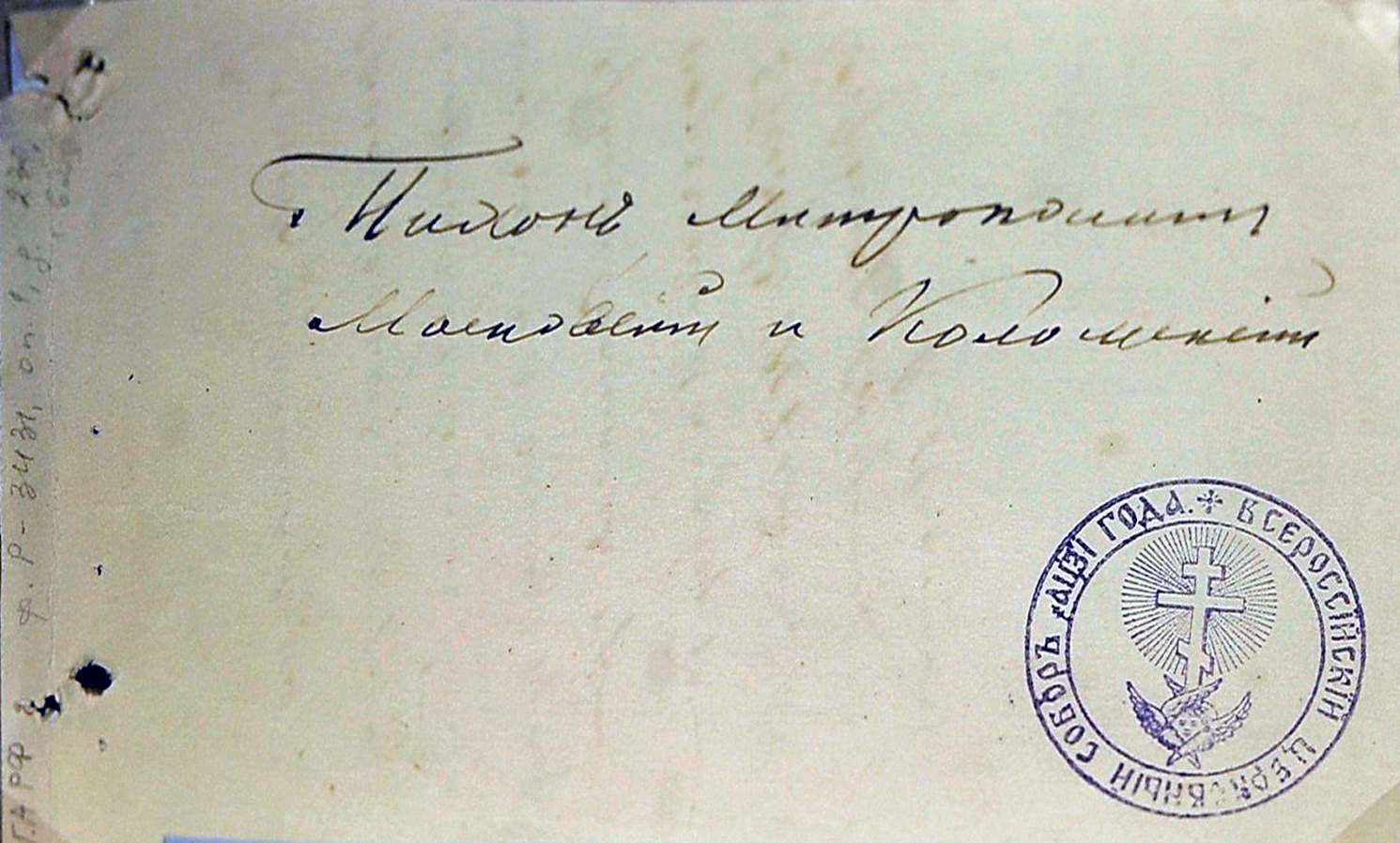
Жребий с именем митрополита Тихона, вынутый иеросхимонахом Алексием на Поместном соборе 1917 года

Перед началом обедни на аналой перед иконой Владимирской Божией Матери был поставлен ларец с тремя записками, на которых были начертаны имена трёх кандидатов. После литургии служили молебен с чтением особой молитвы. Храм, вмещавший до 12 000 молящихся, был переполнен. Все с трепетом ждали, кого Господь назовёт… По окончании молебна митрополит Владимир подошёл к аналою, взял ларец, благословил им народ, разорвал шнур, которым ларец был перевязан, — и снял печати. Из алтаря вышел глубокий старец — иеросхимонах Алексий, затворник Зосимовой пустыни (неподалёку от Троице-Сергиевской лавры), ради церковного послушания участвовавший в Соборе. Он трижды перекрестился и, не глядя, вынул из ларца записку. Митрополит Владимир внятно прочёл: «Тихон, митрополит Московский»
.
28 февраля 1919 года пострижен в схиму. В 1921 году награждён палицей. После закрытия 8 мая 1923 года Зосимовой пустыни, которая продолжала существовать как сельскохозяйственная трудовая артель, с келейником переехал в Сергиев, до кончины жил у своей духовной дочери Веры Тимофеевны Верховцевой.

## Почитание и канонизация
Скончался 2 октября 1928 года. Четыре дня и три ночи люди не отходили от гроба, желая проститься со старцем. На отпевании присутствовал сонм духовенства, в том числе архиепископ Бийский Иннокентий, епископы Белёвский Игнатий (Садковский), Егорьевский Павел (Гальковский), Григорий (Козырев), Варфоломей (Ремов), Никон (Дегтяренко?), последний настоятель Троице-Сергиевой лавры архимандрит Кронид (Любимов). Был погребён на Кукуевском кладбище в Сергиеве.
Стал почитаться как святой вскоре после смерти. В обвинительном заключении Особого совещания при НКВД СССР от 8 февраля 1936 года говорилось, что «Марченко, Полетаев, Крестников и Кондратьев в к[онтр]/р[еволюционных] целях прославляли могилу „старца Алексея“ [Соловьева], похороненного на Кукуевском кладбище, распускали провокационные слухи о якобы имевшихся случаях исцеления на его могиле, организовывали паломничество верующих на могилу, по пути обрабатывая их в а[нти]/с[оветском] духе».
В 1953 году перезахоронен на Старом кладбище Загорска; 25 июля 1994 года его останки перенесены в Зосимову пустынь.
Прославлен в лике преподобных Архиерейским собором в августе 2000 года с установлением общецерковного празднования.

## Сочинения
- Московская Николаевская в Толмачах церковь. М., 1870.
- Объяснение церковной песни // Душеполезное чтение. 1876. № 1.